# 汪雲峰
汪雲峰（おう うんぽう、1866年 - 没年不詳）は中華民国の囲碁棋士。北京出身。別名耘豊。清末から中華民国初期において張楽山らとともに代表的な棋士。
若い頃に、劉雲峰に学ぶ。1909年に高部道平が訪中した際、段祺瑞の紹介で張楽山とともに対局し、二子の手合だった。
1923年に8歳の呉清源が北京の碁会所海豊軒を訪ねた際に、五子、四子で対局し、呉が勝ったことから天才少年として名が知られるようになった。呉はその3年後の1926年には先で汪に勝つようになる。後の呉の評では、汪は清末の周小松には二目、顧水如に一目ぐらいであろうとしている。

## 注
1. ↑  『呉清源棋話』